# Jožica Škofic
Jožica Škofic, slovenska jezikoslovka, * 4. marec 1964, Ptuj.
Je vodja Dialektološke sekcije na Inštitutu za slovenski jezik Frana Ramovša, predavateljica na Fakulteti za humanistične študije Univerze na Primorskem.
Junija 2021 je bila izvoljena za izredno članico SAZU.

## Življenje in delo
Leta 1987 je na Oddelku za slovanske jezike in književnost na Filozofski fakulteti Univerze v Ljubljani diplomirala z nalogo Vpliv migracij na jezik in govor posameznika (v okviru enojezičnosti) (COBISS) pod mentorstvom Brede Pogorelec. Za svoje diplomsko delo s področja sociolingvistike je prejela Prešernovo nagrado za študente. Magistrirala je leta 1991 z nalogo Problemi slovenskega pogovornega jezika (COBISS), doktorirala pa leta 1996 z disertacijo Glasoslovje, oblikoslovje in besedišče govora Krope na Gorenjskem (COBISS).
Že v času študija, leta 1988, se je udeležila enomesečne poletne šole češkega jezika v Brnu na Češkoslovaškem. Med letoma 2009 in 2010 pa se je tri mesece strokovno izpopolnjevala na Inštitutu za hrvaški jezik in jezikoslovje v Zagrebu. 
Leta 1988 se je kot dialektologinja zaposlila na Inštitutu za slovenski jezik Frana Ramovša, od leta 2004 vodi njegovo Dialektološko sekcijo. Od leta 2006 je v dopolnilnem delovnem razmerju na Fakulteti za humanistične študije Univerze na Primorskem, od leta 2013 ima naziv izredna profesorica za slovenski jezik. Predava različne jezikoslovne predmete, na prvi stopnji Uvod v jezikoslovje, Slovenski jezik v družbi, Glasoslovje in oblikoslovje slovenskega jezika, Pomenoslovje slovenskega jezika z besedotvorjem, Zgodovino slovenskega jezika, Dialektologijo slovenskega jezika; na drugi stopnji Etimologijo slovenskega jezika, Specialno didaktiko - dialektologijo, Metodologijo jezikoslovnega raziskovanja; na tretji stopnji pa Jezikovno identiteto slovenskih pokrajin - narečje kot izvorni temelj slovenskega jezika, Etimološko in dialektološko leksikologijo in leksikografijo (Podiplomska šola ZRC), Slovenski narečni naglasni sistemi (FF UL).
Njena raziskovalna področja so dialektologija slovenskega jezika s posebnim poudarkom na gorenjskem, koroškem ziljskem in prleškem narečju, geolingvistika slovenskega, slovanskih in evropskih jezikov, raziskovanje narečne terminologije (zlasti izginjajočih strok, npr. kovaštvo), narečno slovaropisje in narečno imenoslovje (hišna in ledinska imena).
Je članica različnih domačih in mednarodnih znanstvenih in strokovnih združenj (Mednarodno društvo za dialektologijo in geolingvistiko (SIDG) Dialektološka komisija pri Mednarodnem slavističnem komiteju (MSK), Evropska mreža za e-leksikografijo (COST ENeL), Slavistično društvo Slovenije, Lektorsko društvo Slovenije). Je vodja in sodelavka v več projektih: Dialektološke in onomastične raziskave ob slovensko-hrvaški meji, Besedje iz pomenskega polja »človek« v slovenskih narečjih, geolingvistična predstavitev, Materialna kulturna dediščina v slovenskih narečjih: geolingvistična predstavitev, Kulturni portal ledinskih in hišnih imen in Kako se pri vas reče?.
Je vodja dialektološke sekcije na Inštitutu za slovenski jezik Frana Ramovša, kjer pod njenim vodstvom izhaja Slovenski lingvistični atlas, sodeluje pri Evropskem lingvističnem atlasu (ALE) in Slovanskem lingvističnem atlasu (OLA).

## Izbrana bibliografija
- Žebljarska terminologija med narečjem in knjižnim jezikom, 2007
- Glagolski termini v narečnem slovarju, 2008
- Zasnova vseslovenskega slovarja narečnih hišnih in ledinskih imen, 2014
- Linguistic atlases as a source for dialectal dictionaries, 2017
- Mikrotoponimi s sestavino grič/hrib/gora/vrh/breg v slovenskih narečjih, 2018